# Хализево
Хализево — деревня в Калязинском районе Тверской области России. Входит в состав Нерльского сельского поселения.

## География
Деревня находится в юго-восточной части Тверской области, в зоне хвойно-широколиственных лесов, при автодороге 28Н-0580, на расстоянии примерно 38 километров (по прямой) к юго-востоку от города Калязина, административного центра района.

### Климат
Климат характеризуется как умеренно континентальный, с морозной снежной зимой и умеренно тёплым летом. Среднегодовая температура воздуха — 4,1 °C. Средняя температура воздуха самого холодного месяца (января) — −10 — −8,5 °C (абсолютный минимум — −48 °C), средняя температура самого тёплого (июля) — 17 °С (абсолютный максимум — 37 °С). Продолжительность периода активной вегетации растений (выше 10 °C) составляет примерно 125—130 дней. Годовое количество атмосферных осадков составляет в среднем 575—600 мм, из которых большая часть выпадает в тёплый период. Снежный покров держится в течение 135—140 дней.

### Часовой пояс
Деревня Хализево, как и вся Тверская область, находится в часовой зоне МСК (московское время). Смещение применяемого времени относительно UTC составляет +3:00.

## Население
| 2008 | 2010 |
| ---- | ---- |
| 2    | ↘1   |

### Национальный состав
Согласно результатам переписи 2002 года, в национальной структуре населения русские составляли 100 % из 3 чел.